# 청주 (중국)

청주(靑州)는 동남부를 제외한 현재의 산둥성 일대에 존재한 중국 역사상의 옛 행정 구역이며, 구주(九州) 중 한 곳으로 전해 내려오는 지역이다. 전한 무제시기 설치된 13주 중 하나로 시작되어 청나라까지 이어졌다. 서진이전까지 중심지는 임치(臨淄, 現 쯔보시 린쯔구)에 두었다.

## 군 · 군국

### 전한
평원군(平原郡) · 천승군(千乘郡) · 제남군(濟南郡) · 북해군(北海郡) · 동래군(東萊郡) · 제군(齊郡) · 치천국(淄川國) · 교동국(膠東國) · 고밀국(高密國)

## 조위
제국(齊國) · 제남군(濟南郡) · 낙안군(樂安郡) · 북해국(北海國) · 성양군(城陽郡) · 동래군(東萊郡) · 장광군(長廣郡)

## 서진
서진대 청주는 6군 37현 53,000호를 거느렸다. 영가의 난시기 왕미의 부하인 조억(曹嶷)이 점령했다가 석륵이 점령하게 되었다. 서진초 청주의 중심지는 임치에 두었지만 조억이 청주를 점령했던 시절 311년(진 회제 영가 5년) 본인이 쌓은 광고성(廣固城, 現 산둥성 웨이팡시 칭저우시)으로 옮겨졌다.
제국(齊國) · 제남군(濟南郡) · 북해국(北海國) · 낙안국(樂安國) · 성양군(城陽郡) · 동래군(東萊郡) · 장광군(長廣郡) · 평창군(平昌郡) · 고밀국(高密國)

## 십육국
오호 십육국 시대의 16개 국가중 후조, 전연, 전진. 후연, 남연이 청주를 지배했다. 이중 청주일대만을 통치했던 남연은 청주를 분리하여 유주, 병주, 유주, 서주, 연주, 청주를 재설치했는데, 남연대 청주는 광고에서 동래로 옮겨졌다. 남연의 청주는 410년(진 안제 의희 6년) 동진이 남연을 멸망시키면서 폐지되었다.

## 남조

### 동진, 유송
동진초기 광릉군에 교치되었다가 410년 동진이 남연을 정복하면서 본래의 청주를 수복하게 되었다. 청주를 수복한 유송은 주를 분리하여 남청주, 북청주의 2개 주를 두었다가 남청주를 북청주에 통폐합시켜 청주를 다시 두었다. 남청주의 경우 광고성, 북청주의 경우 동양성(東陽城, 광고성과 인접함), 청주의 경우 초창기 임치, 455년(유송 효무제 효건 2년)에 역성(歷城, 現 산둥성 지난시)으로 옮겨졌다가 464년(유송 효무제 대명 8년) 동양성으로 옮겨졌다. 470년(유송 명제 태시 6년) 북위의 공격으로 회하이북 전역의 땅을 상실하자 울주(鬱洲, 現 장쑤성 롄윈강시에 있던 섬)로 옮겨졌다. 북위에게 회수 이북을 상실하기 전까지 청주는 9군 40,504호 402,729명을 거느렸다.
제군(齊郡) · 제남군(濟南郡) · 낙안군(樂安郡) · 고밀군(高密郡) · 평창군(平昌郡) · 북해군(北海郡) · 동래군(東萊郡) · 태원군(太原郡) · 장광군(長廣郡)

### 남제
초기 청주의 중심지는 유송 말기처럼 울주에 두었다. 482년(남제 고제 건원 4년) 진구산(鎮朐山)으로 옮겨졌다가 뒤에 본래 치소였던 울주로 옮겼다. 울주와 그 인근에 교치된 3개의 군을 통치했다.
제군(齊郡) · 북해군(北海郡) · 동완낭야이군(東莞琅邪二郡)

## 수
북해군에 청주가 설치되었고 산동성 해안지역에 있던 주, 혹은 군이 청주로 통틀어서 취급되었다.
북해군(北海郡) · 제군(齊郡) · 동래군(東萊郡) · 고밀군(高密郡)